# Liljestad
Liljestad är ett säteri i Söderköpings kommun, Östergötlands län, 5 kilometer öster om Söderköping, i Skönberga socken.

## Historik
Liljestad är ett säteri i Skönberga socken, Hammarkinds härad, som under 1500-talet tillhörde riksrådet, riddaren och ståthållaren Johan Axelsson (Bielke) (död 1576). På Liljestad var det som hans dotter Gunilla Bielke, sedermera Sveriges drottning och konung Johan III:s gemål, ska ha blivit född och uppvuxen. Riksrådet Axel Bielke (död 1597) skrev sig även till Liljestad. År 1589 kallas egendomen drottning Gunillas arvegods men hörde då som ladugård under
Stegeborg i vederlag för pfalzgreve Johan Kasimir av Pfalz-Zweibrücken uteblivna brudskatt. Vid reduktionen indrogs egendomen och berustades men tillhörde senare enskilda personer, på 1750-talet ryttmästaren Johan Råmark och 1783 krigskommissarien Karl Fredrik Palmblad till omkring 1798. År 1788 föddes hans son, den såsom skriftställare frejdade professorn Vilhelm Fredrik Palmblad. Från 1819 tillhörde egendomen greve Carl Philip von Schwerin, 1850 ryttmästaren Lars Karl Fabian af Segerström, 1853 kammarherren och häradshövdingen, friherre Fredrik Wilhelm Rehbinder, 1861 kabinettskammarherren, friherre Fredrik Alexander Funck till Bolltorp, efter vars död 1874 egendomen vid arvskiftet tillföll hans änka, friherrinnan Emilia Funck.

### Byggnader och område
Svenska gods och gårdar anger 1930 att arealen var 232 hektar, därav hälften  åkermark, med skattevärdet 2¼ mantal. I säteriet ingick ett stenbrott för kalksten. Huvudbyggnadens bottenvåning är av sten, och skall härstamma från 1500-talet. Dess övre våningar, i trä, tillkom 1829.